# Jytte Hilden
Jytte Hilden (12 de setembro de 1942) é uma engenheira química e política dinamarquês (social-democrata). Ela foi eleita membro do Folketing de 1979 a 1998 e nomeada Ministra da Cultura no primeiro governo de Poul Nyrup Rasmussen.